# Шкали сейсмічних магнітуд
Шкали сейсмічної магнітуди використовуються для опису загальної сили або «розміру» землетрусу. Вони відрізняються від шкал інтенсивності сейсмічної активності, які класифікують інтенсивність або серйозність струсу землі (струсу), викликаного землетрусом у певному місці. Магнітуди зазвичай визначаються на основі вимірювань сейсмічних хвиль землетрусу, записаних на сейсмограмі. Шкали магнітуд залежать від того, який аспект сейсмічних хвиль вимірюється та як вони вимірюються. Різні шкали магнітуд необхідні через відмінності у землетрусах, доступну інформацію та цілі, для яких використовуються магнітуди.

## Магнітуда землетрусу та інтенсивність землетрусу

Ізосейсмальна карта землетрусу в Іллінойсі 1968 року. Нерівномірний розподіл струсу виникає внаслідок змін геології та/або ґрунтових умов.

Земна кора напружена тектонічними силами. Коли ця напруга стає достатньо великою, щоб розірвати кору або подолати тертя, яке перешкоджає прослизанню одного блоку кори повз інший, вивільняється енергія, частина якої у формі різних видів сейсмічних хвиль, які викликають тремтіння землі, або землетрус.

## Шкали магнітуд

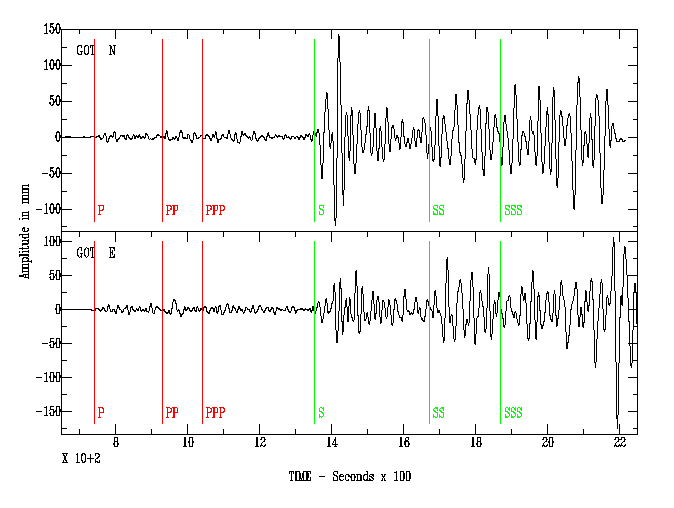
Типова сейсмограма. P-хвилі стиснення (за червоними лініями) — по суті звук, що проходить крізь камінь — є найшвидшими сейсмічними хвилями, які приходять першими, зазвичай приблизно за 10 секунд під час землетрусу на відстані приблизно 50 км. S-хвилі, що тремтять убік (за зеленими лініями), надходять через кілька секунд, рухаючись трохи більше половини швидкості, ніж P-хвилі; затримка є прямим показником відстані до землетрусу. S-хвилям може знадобитися година, щоб досягти точки на відстані 1000 км. Обидва вони є об'ємними хвилями, які проходять безпосередньо через земну кору. Слідом за S-хвилями йдуть різні види поверхневих хвиль — хвилі Лява та хвилі Релея, які поширюються лише на поверхні землі. Поверхневі хвилі менші для глибоких землетрусів, які мають меншу взаємодію з поверхнею. Для неглибоких землетрусів — глибиною менше ніж приблизно 60 км — поверхневі хвилі сильніші і можуть тривати кілька хвилин; вони несуть більшу частину енергії землетрусу та завдають найбільшої шкоди.

Землетрус випромінює енергію у формі різних типів сейсмічних хвиль, характеристики яких відображають природу як розриву, так і земної кори, через яку проходять хвилі. Визначення магнітуди землетрусу зазвичай передбачає ідентифікацію конкретних типів цих хвиль на сейсмограмі, а потім вимірювання однієї або кількох характеристик хвилі, таких як її час, орієнтація, амплітуда, частота або тривалість. Додаткові коригування вносяться для відстані, типу земної кори та характеристик сейсмографа, який записав сейсмограму.

### Шкала магнітуд «Ріхтера».
Перша шкала для вимірювання магнітуд землетрусів, розроблена в 1935 році Чарльзом Ф. Ріхтером і відома як «шкала Ріхтера», насправді єLocal magnitude scale, позначка ML або M L.. Ріхтер встановив дві особливості, які тепер є загальними для всіх шкал величин.
1. По-перше, шкала є логарифмічною, так що кожна одиниця представляє десятикратне збільшення амплітуди сейсмічних хвиль[4]. Оскільки енергія хвилі пропорційна A1,5, де A позначає амплітуду, кожна одиниця величини представляє 10 1,5≈32-кратне збільшення сейсмічної енергії (сили) землетрусу[5].
2. По-друге, Ріхтер довільно визначив нульовою точкою шкали місце землетрусу на відстані 100 км робить максимальне горизонтальне зміщення 0,001 міліметрів (1 мкм або 0,00004 в.) на сейсмограмі, записаній сейсмометром Вуда—Андерсона[pt]. Подальші шкали магнітуд відкалібровані так, щоб приблизно відповідати оригінальній шкалі «Ріхтера» (місцевій) приблизно до 6[6].

Усі «локальні» (ML) магнітуди базуються на максимальній амплітуді коливань ґрунту без розрізнення різних сейсмічних хвиль. Вони недооцінюють силу:
- віддалених землетрусів (понад ~600 км) через ослаблення S-хвиль,
- глибоких землетрусів, оскільки поверхневі хвилі менші, і
- сильних землетрусів (понад М ~7), тому що вони не враховують тривалість поштовхів.

Оригінальна шкала Ріхтера, розроблена в геологічному контексті Південної Каліфорнії та Невади, пізніше виявилася неточною для землетрусів у центральній та східній частинах континенту (усюди на схід від Скелястих гір) через відмінності в континентальній корі. Усі ці проблеми спонукали до розробки інших масштабів.

### Інші «локальні» шкали величин
Оригінальна «місцева» шкала Ріхтера була адаптована для інших місцевостей. Вони можуть бути позначені «ML» або малими літерами «l», або Ml, або Ml. (Не плутати з російською шкалою MLH поверхневих хвиль.) Чи можна порівняти значення, залежить від того, чи були адекватно визначені місцеві умови та чи відповідним чином скоригована формула.

#### Шкала магнітуд Японського метеорологічного агентства
В Японії для мілководдя (глибина < 60 км) землетруси в межах 600 км, Японське метеорологічне агентство розраховує величину, позначену як MJMA, MJMA або MJ. (Це не слід плутати з моментними величинами, які обчислює JMA, які позначаються M w (JMA) або M (JMA), ані зі шкалою інтенсивності Шіндо). Величини JMA базуються (як типово для місцевих масштабів) на максимальній амплітуді руху ґрунту; вони «досить добре» узгоджуються з магнітудою сейсмічного моменту M в діапазоні від 4,5 до 7,5, але недооцінюють більші величини.

### Шкали величини об'ємних хвиль
Об'ємні хвилі складаються з P-хвиль, які надходять першими (див. сейсмограму), або S-хвиль, або відбитків будь-якої з них. Об'ємні хвилі проходять через камінь безпосередньо.

#### Шкала mB
Оригінальна «величина об'ємної хвилі» — mB або m B (велика буква «B») — була розроблена Gutenberg (1945b, 1945c) і Gutenberg та Richter, (1956), щоб подолати обмеження відстані та величини M масштаб, властивий використанню поверхневих хвиль. mB базується на P- і S-хвилях, виміряних протягом більш тривалого періоду, і не насичується приблизно до M 8. Однак він не чутливий до подій, менших ніж M 5,5. Використання mB початкове визначення було значною мірою залишено, тепер замінено стандартизованим mB масштаб.

#### Шкала мб
Шкала mb або m b (маленькі букви «m» і «b») подібна до B, але використовує лише P-хвилі, виміряні в перші кілька секунд на певній моделі короткоперіодичного сейсмографа. Він був представлений у 1960-х роках із створенням Всесвітньої стандартизованої мережі сейсмографів (WWSSN); короткий період покращує виявлення менших подій і краще розрізняє тектонічні землетруси та підземні ядерні вибухи.

#### Шкала mb _{Lg}

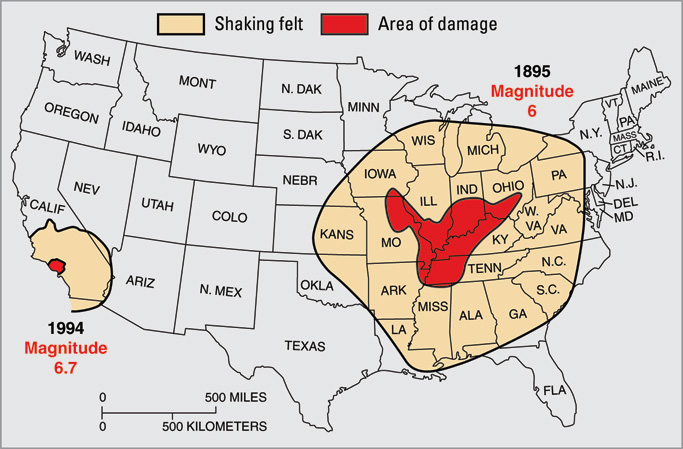
Відмінності в земній корі, що лежить під Північною Америкою на схід від Скелястих гір, роблять цю область більш чутливою до землетрусів. Тут показано: землетрус у Нью-Мадриді 1895 року, магнітуда ~6, відчувалася на більшій частині центральної території США, тоді як землетрус у Нортріджі 1994 року, хоча майже в десять разів був сильнішим із магнітудою 6,7, відчувався лише в південній Каліфорнії. З USGS Fact Sheet 017–03.

#### Шкала mbLg
Регіональна шкала mb Lg — також позначається як mb_Lg, mbLg, MLg (USGS), Mn і mN — була розроблена Nuttli, (1973) для проблеми, з якою оригінальна шкала M L не могла впоратися: уся Північна Америка на схід від Рокі Гори. Шкала M L була розроблена в південній Каліфорнії, яка лежить на блоках океанічної кори, як правило, базальтових або осадових порід, які були нарощені на континенті. На схід від Скелястих гір континент являє собою кратон, товстий і в основному стабільний масив континентальної кори, яка в основному складається з граніту, більш твердої породи з різними сейсмічними характеристиками. У цій області шкала M L дає аномальні результати для землетрусів, які за іншими показниками здавалися еквівалентними землетрусам у Каліфорнії.

### Шкали магнітуд поверхневих хвиль
Поверхневі хвилі поширюються вздовж поверхні Землі і є переважно хвилями Релея або хвилями Лява. При неглибоких землетрусах поверхневі хвилі несуть більшу частину енергії землетрусу і є найбільш руйнівними. Більш глибокі землетруси, маючи меншу взаємодію з поверхнею, викликають слабші поверхневі хвилі.
Шкала магнітуди поверхневої хвилі, яка по-різному позначається як Ms, MS і Ms, базується на процедурі, розробленій Бено Гутенбергом у 1942 році для вимірювання неглибоких землетрусів, сильніших або більш віддалених, ніж могла впоратися оригінальна шкала Ріхтера. Примітно, що він виміряв амплітуду поверхневих хвиль (які зазвичай виробляють найбільшу амплітуду) протягом «приблизно 20 секунд». M масштаб приблизно відповідає M при ~6, потім розходиться на половину величини. Редакція Nuttli, (1983), іноді позначена як MSn, вимірює лише хвилі першої секунди.

### Шкали величини моменту та величини енергії
Інші шкали магнітуд базуються на аспектах сейсмічних хвиль, які лише опосередковано й неповно відображають силу землетрусу, залучають інші фактори та, як правило, обмежені в певному відношенні величини, глибини вогнища або відстані. Шкала зоряної величини моменту — Mw або Mw — розроблена Kanamori, (1977) і Hanks та Kanamori, (1979), базується на сейсмічному моменті землетрусу, M0, мірі того, яку роботу виконує землетрус під час ковзання однієї ділянки скелі повз іншу ділянку скелі. Сейсмічний момент вимірюється в ньютон-метрах (Нм або N·m) у системі вимірювання СІ або в дин-сантиметрах (дин-см; 1 dyn-cm = 10−7 Nm) у старішій системі CGS. У найпростішому випадку момент можна розрахувати, знаючи лише величину ковзання, площу поверхні, яка розірвана або ковзає, і коефіцієнт опору або тертя. Ці фактори можна оцінити для існуючого розлому, щоб визначити магнітуду минулих землетрусів або те, що можна очікувати в майбутньому.

### Шкала класу енергоспоживання (К-клас).
K (від російського слова класс, «клас», у значенні категорії) — міра магнітуди землетрусу в енергетичному класі або системі K-класу, розроблена в 1955 році радянськими сейсмологами у віддаленому Гармі (Таджикистан) регіон Середньої Азії; у переглянутому вигляді він все ще використовується для локальних і регіональних землетрусів у багатьох державах, які раніше входили до Радянського Союзу (включаючи Кубу). Базуючись на сейсмічній енергії (K = log E S, у Джоулях), труднощі в його реалізації за допомогою тогочасної технології призвели до перегляду в 1958 та 1960 роках. Адаптація до місцевих умов призвела до різних регіональних шкал K, таких як KF і KS.

### Шкали магнітуд цунамі
Землетруси, які викликають цунамі, зазвичай розриваються відносно повільно, надаючи більше енергії за триваліші періоди (нижчі частоти), ніж зазвичай використовуються для вимірювання магнітуд. Будь-який перекіс у спектральному розподілі може призвести до більших або менших цунамі, ніж очікувалося для номінальної величини. Шкала магнітуди цунамі, M t, базується на кореляції Кацуюкі Абе сейсмічного моменту землетрусу (M) з амплітудою хвиль цунамі, виміряною мареографами. Кореляція, яка спочатку була призначена для оцінки магнітуди історичних землетрусів, коли немає сейсмічних даних, але є дані про припливи, кореляцію можна змінити, щоб передбачити висоту припливу на основі магнітуди землетрусу. (Не плутати з висотою припливної хвилі або набігом, що є ефектом інтенсивності, що контролюється місцевою топографією.) За умов низького рівня шуму хвилі цунамі становлять лише 5 см можна передбачити, що відповідає землетрусу магнітудою ~6,5.

### Шкали тривалості та величини Coda
M d позначає різні шкали, які оцінюють величину за тривалістю або довжиною деякої частини сейсмічної серії хвиль. Це особливо корисно для вимірювання місцевих або регіональних землетрусів, як потужних землетрусів, які можуть завищити шкалу сейсмометра (проблема з аналоговими інструментами, які раніше використовувалися), і запобігти вимірюванню максимальної амплітуди хвилі, так і слабких землетрусів, максимальна амплітуда яких не точно виміряно. Навіть для віддалених землетрусів вимірювання тривалості поштовхів (а також амплітуди) забезпечує кращу оцінку загальної енергії землетрусу. Вимірювання тривалості включено в деякі сучасні шкали, такі як M і mB.

### Макросейсмічні шкали магнітуд
Шкали магнітуд, як правило, базуються на інструментальних вимірюваннях деяких аспектів сейсмічної хвилі, записаних на сейсмограмі. Якщо таких записів немає, магнітуди можна оцінити зі звітів про макросейсмічні події, наприклад, описані за допомогою шкал інтенсивності.

### Інші шкали величин
Було розроблено або запропоновано багато шкал магнітуди землетрусів, причому деякі з них ніколи не отримали широкого визнання і залишалися лише неясними посиланнями в історичних каталогах землетрусів. Інші шкали використовувалися без певної назви, їх часто називають «методом Сміта (1965)» (або подібною мовою), причому автори часто переглядають свій метод. Крім того, сейсмологічні мережі відрізняються за тим, як вони вимірюють сейсмограми. Якщо деталі того, як було визначено величину, невідомі, каталоги вказуватимуть масштаб як невідомий (по-різному Unk, Ukn або UK). У таких випадках величина вважається загальною та приблизною.

## Цитування
1. ↑  Див. пояснення цих хвиль та їхньої інтерпретації у Bolt, 1993, розділи 2 та 3. Опис сейсмічних хвиль дає також J. R. Kayal тут.
2. ↑  Див. коротке пояснення у Havskov та Ottemöller, 2009, §1.4, с. 20–21, або технічний опис у MNSOP-2 EX 3.1, 2012 .
3. 1 2  Kanamori, 1983, с. 187.
4. ↑  Richter, 1935, с. 7.
5. ↑  Spence, Sipkin та Choy, 1989, с. 61.
6. ↑  Chung та Bernreuter, 1980, с. 1; Kanamori, 1983, с. 187, рисунок 2.
7. ↑  Chung та Bernreuter, 1980, с. ix.
8. ↑  Bormann, Wendt та Di Giacomo, 2013, §3.2.4, с. 59.
9. ↑  Rautian та Leith, 2002, с. 158, 162.
10. ↑  Katsumata, 1996; Bormann, Wendt та Di Giacomo, 2013, §3.2.4.7, с. 78; Doi, 2010.
11. ↑  Bormann та Saul, 2009, с. 2478.
12. ↑  See also figure 3.70 in NMSOP-2.
13. ↑  Havskov та Ottemöller, 2009, с. 17.
14. ↑  Bormann, Wendt та Di Giacomo, 2013, с. 37; Havskov та Ottemöller, 2009, §6.5. Див. також Abe, 1981
15. ↑  Havskov та Ottemöller, 2009, с. 191.
16. ↑  Bormann та Saul, 2009, с. 2482.
17. ↑  MNSOP-2/IASPEI IS 3.3, 2014, §4.2, с. 15–16.
18. ↑  Kanamori, 1983, с. 189, 196; Chung та Bernreuter, 1980, с. 5.
19. ↑  Bormann, Wendt та Di Giacomo, 2013, с. 37, 39; Bolt, (1993, с. 88—93) розглядає це детально.
20. ↑  Havskov та Ottemöller, 2009, с. 17—19, зокрема рисунки 1-10.
21. ↑  Gutenberg, 1945a; на основі праці Gutenberg та Richter, 1936.
22. ↑  Gutenberg, 1945a.
23. ↑  Stover та Coffman, 1993, с. 3.
24. ↑  Anderson, 2003, с. 944.
25. ↑  Rautian та ін., 2007, с. 581.
26. ↑  Rautian та ін., 2007; NMSOP-2 IS 3.7, 2012; Bormann, Wendt та Di Giacomo, 2013, §3.2.4.6.
27. ↑  Bormann, Wendt та Di Giacomo, 2013, §3.2.6.7, p. 124.
28. ↑  Abe, 1979; Abe, 1989, с. 28. More precisely, t is based on far-field tsunami wave amplitudes in order to avoid some complications that happen near the source. Abe, 1979, с. 1566.
29. ↑  Blackford, 1984, с. 29.
30. ↑  Abe, 1989, с. 28.
31. ↑  Bormann, Wendt та Di Giacomo, 2013, §3.2.4.5.
32. ↑  Musson та Cecić, 2012, с. 2.

## Загальні та цитовані джерела
- Abe, K. (April 1979), Size of great earthquakes of 1837–1874 inferred from tsunami data, Journal of Geophysical Research, 84 (B4): 1561—1568, Bibcode:1979JGR....84.1561A, doi:10.1029/JB084iB04p01561.
- Abe, K. (October 1981), Magnitudes of large shallow earthquakes from 1904 to 1980, Physics of the Earth and Planetary Interiors, 27 (1): 72—92, Bibcode:1981PEPI...27...72A, doi:10.1016/0031-9201(81)90088-1.
- Abe, K. (September 1989), Quantification of tsunamigenic earthquakes by the Mt scale, Tectonophysics, 166 (1–3): 27—34, Bibcode:1989Tectp.166...27A, doi:10.1016/0040-1951(89)90202-3.
- Abe, K; Noguchi, S. (August 1983), Revision of magnitudes of large shallow earthquakes, 1897-1912, Physics of the Earth and Planetary Interiors, 33 (1): 1—11, Bibcode:1983PEPI...33....1A, doi:10.1016/0031-9201(83)90002-X.
- Anderson, J. G. (2003), Chapter 57: Strong-Motion Seismology, International Handbook of Earthquake & Engineering Seismology, Part B, с. 937—966, ISBN 0-12-440658-0.
- Bindi, D.; Parolai, S.; Oth, K.; Abdrakhmatov, A.; Muraliev, A.; Zschau, J. (October 2011), Intensity prediction equations for Central Asia, Geophysical Journal International, 187: 327—337, Bibcode:2011GeoJI.187..327B, doi:10.1111/j.1365-246X.2011.05142.x.
- Blackford, M. E. (1984), Use of the Abe magnitude scale by the Tsunami Warning System. (PDF), Science of Tsunami Hazards, 2 (1): 27—30.
- Bolt, B. A. (1993), Earthquakes and geological discovery, Scientific American Library, ISBN 0-7167-5040-6.
- Bormann, P., ред. (2012), New Manual of Seismological Observatory Practice 2 (NMSOP-2), Potsdam: IASPEI/GFZ German Research Centre for Geosciences, doi:10.2312/GFZ.NMSOP-2.
- Bormann, P. (2012), Data Sheet 3.1: Magnitude calibration formulas and tables, comments on their use and complementary data. (PDF), у Bormann (ред.), New Manual of Seismological Observatory Practice 2 (NMSOP-2), doi:10.2312/GFZ.NMSOP-2_DS_3.1.
- Bormann, P. (2012), Exercise 3.1: Magnitude determinations (PDF), у Bormann (ред.), New Manual of Seismological Observatory Practice 2 (NMSOP-2), doi:10.2312/GFZ.NMSOP-2_EX_3.
- Bormann, P. (2013), Information Sheet 3.2: Proposal for unique magnitude and amplitude nomenclature (PDF), у Bormann (ред.), New Manual of Seismological Observatory Practice 2 (NMSOP-2), doi:10.2312/GFZ.NMSOP-2_IS_3.3.
- Bormann, P.; Dewey, J. W. (2014), Information Sheet 3.3: The new IASPEI standards for determining magnitudes from digital data and their relation to classical magnitudes. (PDF), у Bormann (ред.), New Manual of Seismological Observatory Practice 2 (NMSOP-2), doi:10.2312/GFZ.NMSOP-2_IS_3.3.
- Bormann, P.; Fugita, K.; MacKey, K. G.; Gusev, A. (July 2012), Information Sheet 3.7: The Russian K-class system, its relationships to magnitudes and its potential for future development and application (PDF), у Bormann (ред.), New Manual of Seismological Observatory Practice 2 (NMSOP-2), doi:10.2312/GFZ.NMSOP-2_IS_3.7.
- Bormann, P.; Saul, J. (2009), Earthquake Magnitude (PDF), Encyclopedia of Complexity and Applied Systems Science, т. 3, с. 2473—2496.
- Bormann, P.; Wendt, S.; Di Giacomo, D. (2013), Chapter 3: Seismic Sources and Source Parameters (PDF), у Bormann (ред.), New Manual of Seismological Observatory Practice 2 (NMSOP-2), doi:10.2312/GFZ.NMSOP-2_ch3.
- Chen, T. C.; Pomeroy, P. W. (1980), Regional Seismic Wave Propagation[недоступне посилання з 01.06.2022].
- Choy, G. L.; Boatwright, J. L. (2012), Information Sheet 3.6: Radiated seismic energy and energy magnitude (PDF), у Bormann (ред.), New Manual of Seismological Observatory Practice 2 (NMSOP-2), doi:10.2312/GFZ.NMSOP-2_IS_3.6.
- Choy, G. L.; Boatwright, J. L.; Kirby, S. (2001), The Radiated Seismic Energy and Apparent Stress of Interplate and Intraslab Earthquakes at Subduction Zone Environments: Implications for Seismic Hazard Estimation (PDF), U.S. Geological Survey, Open-File Report 01-0005.
- Chung, D. H.; Bernreuter, D. L. (1980), Regional Relationships Among Earthquake Magnitude Scales., OSTI 5073993, NUREG/CR-1457.
- Doi, K. (2010), Operational Procedures of Contributing Agencies (PDF), Bulletin of the International Seismological Centre, 47 (7–12): 25, ISSN 2309-236X. Також в доступі тут (розділи перенумеровані).
- Engdahl, E. R.; Villaseñor, A. (2002), Chapter 41: Global Seismicity: 1900–1999, у Lee, W.H.K.; Kanamori, H.; Jennings, P.C.; Kisslinger, C. (ред.), International Handbook of Earthquake and Engineering Seismology (PDF), т. Part A, Academic Press, с. 665—690, ISBN 0-12-440652-1.
- Frankel, A. (1994), Implications of felt area-magnitude relations for earthquake scaling and the average frequency of perceptible ground motion, Bulletin of the Seismological Society of America, 84 (2): 462—465.
- Grünthal, G. (2011), Earthquakes, Intensity, у Gupta, H. (ред.), Encyclopedia of Solid Earth Geophysics, с. 237—242, ISBN 978-90-481-8701-0.
- Gutenberg, B. (January 1945a), Amplitudes of surface Waves and magnitudes of shallow earthquakes (PDF), Bulletin of the Seismological Society of America, 35 (1): 3—12.
- Gutenberg, B. (1 квітня 1945c), Magnitude determination for deep-focus earthquakes (PDF), Bulletin of the Seismological Society of America, 35 (3): 117—130
- Gutenberg, B.; Richter, C. F. (1936), On seismic waves (third paper), Gerlands Beiträge zur Geophysik, 47: 73—131.
- Gutenberg, B.; Richter, C. F. (1942), Earthquake magnitude, intensity, energy, and acceleration, Bulletin of the Seismological Society of America: 163—191, ISSN 0037-1106.
- Gutenberg, B.; Richter, C. F. (1954), Seismicity of the Earth and Associated Phenomena (вид. 2nd), Princeton University Press, 310p.
- Gutenberg, B.; Richter, C. F. (1956a), Magnitude and energy of earthquakes (PDF), Annali di Geofisica, 9: 1—15
- Havskov, J.; Ottemöller, L. (October 2009), Processing Earthquake Data (PDF).
- Hough, S.E. (2007), Richter's scale: measure of an earthquake, measure of a man, Princeton University Press, ISBN 978-0-691-12807-8, процитовано 10 грудня 2011.
- Hutton, L. K.; Boore, David M. (December 1987), The ML scale in Southern California (PDF), Nature, 271: 411—414, Bibcode:1978Natur.271..411K, doi:10.1038/271411a0.
- Hutton, Kate; Woessner, Jochen; Haukson, Egill (April 2010), Earthquake Monitoring in Southern California for Seventy-Seven Years (1932—2008) (PDF), Bulletin of the Seismological Society of America, 100 (1): 423—446, doi:10.1785/0120090130
- Johnston, A. (1996), Seismic moment assessment of earthquakes in stable continental regions – II. Historical seismicity, Geophysical Journal International, 125 (3): 639—678, Bibcode:1996GeoJI.125..639J, doi:10.1111/j.1365-246x.1996.tb06015.x.
- Kanamori, H. (10 липня 1977), The energy release in great earthquakes (PDF), Journal of Geophysical Research, 82 (20): 2981—2987, Bibcode:1977JGR....82.2981K, doi:10.1029/JB082i020p02981.
- Kanamori, H. (April 1983), Magnitude Scale and Quantification of Earthquake (PDF), Tectonophysics, 93 (3–4): 185—199, Bibcode:1983Tectp..93..185K, doi:10.1016/0040-1951(83)90273-1.
- Katsumata, A. (June 1996), Comparison of magnitudes estimated by the Japan Meteorological Agency with moment magnitudes for intermediate and deep earthquakes., Bulletin of the Seismological Society of America, 86 (3): 832—842.
- Makris, N.; Black, C. J. (September 2004), Evaluation of Peak Ground Velocity as a "Good" Intensity Measure for Near-Source Ground Motions, Journal of Engineering Mechanics, 130 (9): 1032—1044, doi:10.1061/(asce)0733-9399(2004)130:9(1032).
- Musson, R. M.; Cecić, I. (2012), Chapter 12: Intensity and Intensity Scales (PDF), у Bormann (ред.), New Manual of Seismological Observatory Practice 2 (NMSOP-2), doi:10.2312/GFZ.NMSOP-2_ch12.
- Nuttli, O. W. (10 лютого 1973), Seismic wave attenuation and magnitude relations for eastern North America, Journal of Geophysical Research, 78 (5): 876—885, Bibcode:1973JGR....78..876N, doi:10.1029/JB078i005p00876.
- Nuttli, O. W. (April 1983), Average seismic source-parameter relations for mid-plate earthquakes, Bulletin of the Seismological Society of America, 73 (2): 519—535.
- Rautian, T. G.; Khalturin, V. I.; Fujita, K.; Mackey, K. G.; Kendall, A. D. (November–December 2007), Origins and Methodology of the Russian Energy K-Class System and Its Relationship to Magnitude Scales (PDF), Seismological Research Letters, 78 (6): 579—590, doi:10.1785/gssrl.78.6.579.
- Rautian, T.; Leith, W. S. (September 2002), Developing Composite Regional Catalogs of the Seismicity of the Former Soviet Union. (PDF), 24th Seismic Research Review – Nuclear Explosion Monitoring: Innovation and Integration, Ponte Vedra Beach, Florida.
- Richter, C. F. (January 1935), An Instrumental Earthquake Magnitude Scale (PDF), Bulletin of the Seismological Society of America, 25 (1): 1—32.
- Spence, W.; Sipkin, S. A.; Choy, G. L. (1989), Measuring the size of an Earthquake (PDF), Earthquakes and Volcanoes, 21 (1): 58—63.
- Stover, C. W.; Coffman, J. L. (1993), Seismicity of the United States, 1568–1989 (Revised) (PDF), U.S. Geological Survey Professional Paper 1527.